# Visconde do Botelho
Visconde do Botelho foi um título criado por Decreto de 20 de março de 1873 e confirmado por Carta Régia de 29 de maio de 1873, de Luís I de Portugal (1861-1889), a favor de Nuno Gonçalves Botelho de Arruda Soares de Albergaria Coutinho de Gusmão, 1.º visconde do Botelho.
Usaram o título as seguintes pessoas:
1. Nuno Gonçalves Botelho de Arruda Soares de Albergaria Coutinho de Gusmão, 1.º visconde do Botelho;
2. José Bento de Arruda Coutinho Soares de Albergaria Botelho de Gusmão, 2.º visconde e 1.º conde do Botelho;
3. José Honorato Gago da Câmara de Medeiros, 3.º visconde do Botelho;
4. Gonçalo Vaz Gago da Câmara de Medeiros e Botelho, 4.º visconde do Botelho.